# 黄务街道
黄务街道，是中华人民共和国山東省烟台市芝罘区下辖的一个乡镇级行政单位。

## 行政区划
黄务街道下辖以下地区：
卧龙社区、三和社区、黄务社区、东林社区、西林社区、姜家社区、杜家社区、上车门社区、南车门社区、东珠岩社区、西珠岩社区、北珠岩社区、南里社区、北里社区、东里社区、西里社区、套口社区、张家社区、刘家社区、傅家社区、郑家社区、蓁山社区、篆山社区、官庄社区、初家社区、夏家社区和朱家社区。